# Notre-Dame de l'Ortiguière
Notre-Dame de l'Ortiguière est une chapelle rurale située sur la commune du Revest-du-Bion dans le département des Alpes-de-Haute-Provence. Construite au XIIIe siècle, elle fut détruite par deux fois. De la chapelle romane initiale restent uniquement quatre consoles en forme de têtes d’atlante dans lesquelles des archéologues ont reconnu une influence de la mythologie scandinave. Ce lieu de culte servit, à partir du XVIIe siècle, de sanctuaire à répit.

## Situation
La chapelle est située sur le plateau d'Albion, entre le mont Ventoux et la montagne de Lure. Elle est accessible par la route D218 qui relie les villages de Saint-Christol et du Revest-du-Bion.

## Historique
Le nom du Revest-du-Bion n’apparaît qu’en 1274, dans un pouillé citant un prieur affecté au Revesto Albionis. Un siècle plus tard, cette paroisse, dont l'église était dédiée à saint Clair, dépendait de Cluny par l'intermédiaire de Ganagobie. En dehors de l'église paroissiale, la seule chapelle signalée était Notre-Dame de l'Ortiguière, mentionnée dans le même pouillé que celui de la paroisse, sous le vocable de ecclesia beatae Mariae de Silva in Albione, soit Notre-Dame-de-la forêt-d'Albion. Le plateau était alors entièrement boisé et ne fut défriché que par les moines bénédictins de Villeneuve-lès-Avignon pour favoriser le pastoralisme.
Notre-Dame de la forêt d'Albion fut détruite en 1392 par les bandes armées de Raymond de Turenne qui ne laissèrent rien subsister de la chapelle primitive. Elle ne fut reconstruite qu'en 1665. La tradition veut que ce fut à la suite de la découverte dans les orties qui envahissaient ses ruines, d'une statue de Vierge noire rayonnante de lumière. C'est de là que viendrait le nom de l'Ortiguière. Sous la Révolution, la Commission populaire d'Orange ordonna sa démolition, elle ne fut que partielle. Ce qui permit de la restaurer après le Concordat. La statue de la Vierge noire disparut au XIXe siècle, très certainement volée.
Au XXe siècle, l'Armée de l'air implanta ses missiles nucléaires, aujourd'hui démontés, dont on voit encore les terrains clôturés sur le plateau. L'Office national d'études et de recherches aérospatiales a actuellement installé le récepteur du radar GRAVES sur une des zones de lancement face à la chapelle,. Propriété de la commune du Revest, l'ermitage de ce sanctuaire a été transformé en gîte pour les excursionnistes. Depuis 2005, il est géré par l'association Alpes de Lumière.

## Architecture
Dans ce sanctuaire à chevet plat, reconstruit en 1665, avec un ermitage qui s'appuie sur son chevet, puis au début du XIXe siècle, il ne subsiste  de la chapelle romane primitive que les sculptures du chœur, quatre consoles en forme de têtes d’atlante que les archéologues ont daté du XIIIe siècle. « Ces quatre têtes sont d'une diversité technique et d'une richesse symbolique tout à fait remarquables, » d'autant qu'il est à souligner que leurs thèmes se rattachent à la mythologie scandinave, « cas unique et inexplicable en pays méditerranéen. ».

Chapiteaux sculptés en forme de têtes humaines se rattachant à la mythologie scandinave
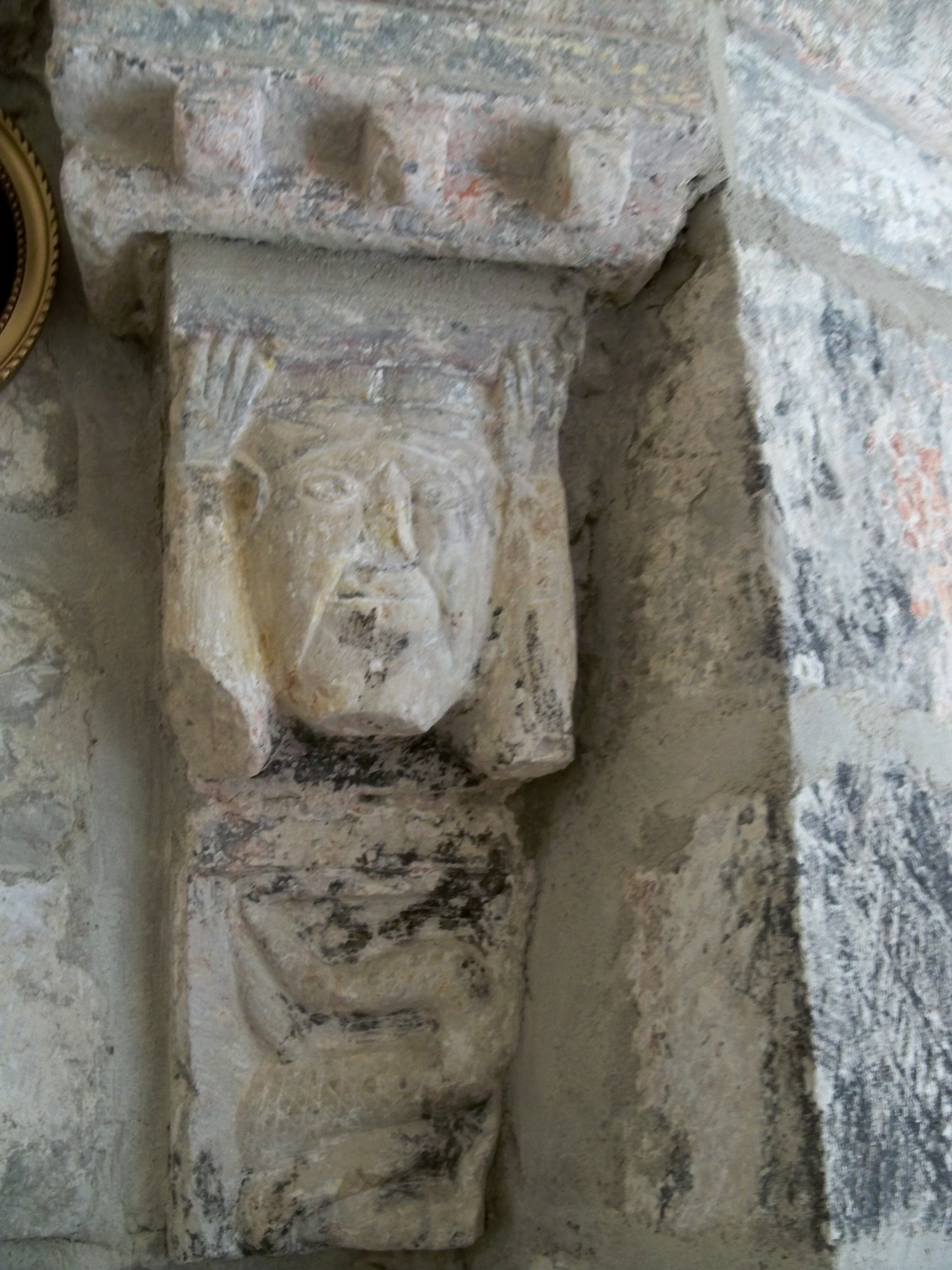
Paysan, vêtu d'un bliaud, enfonçant un épieu dans la gueule d'un énorme dragon
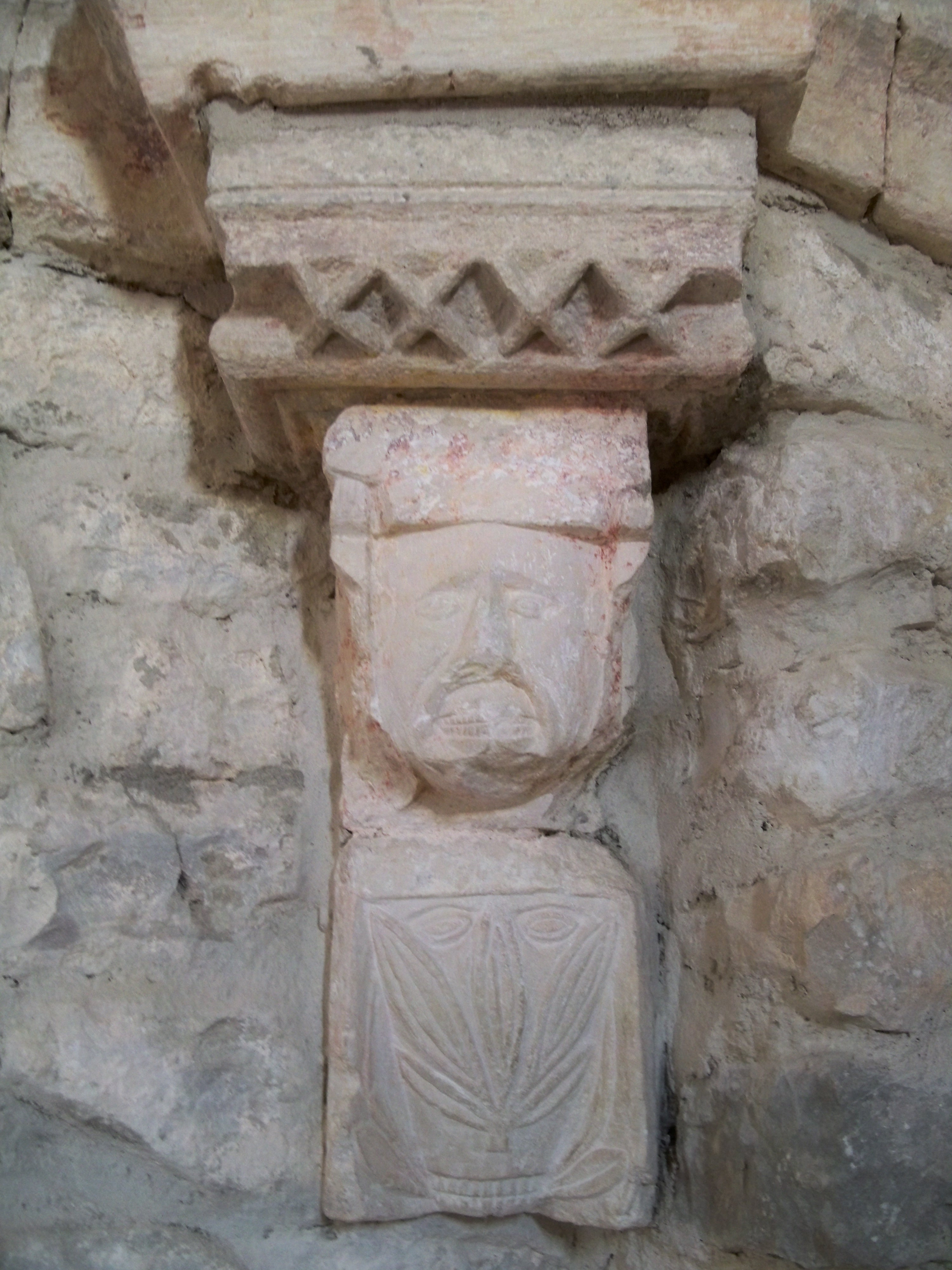
Face humaine crispée provenant d'une métamorphose végétale
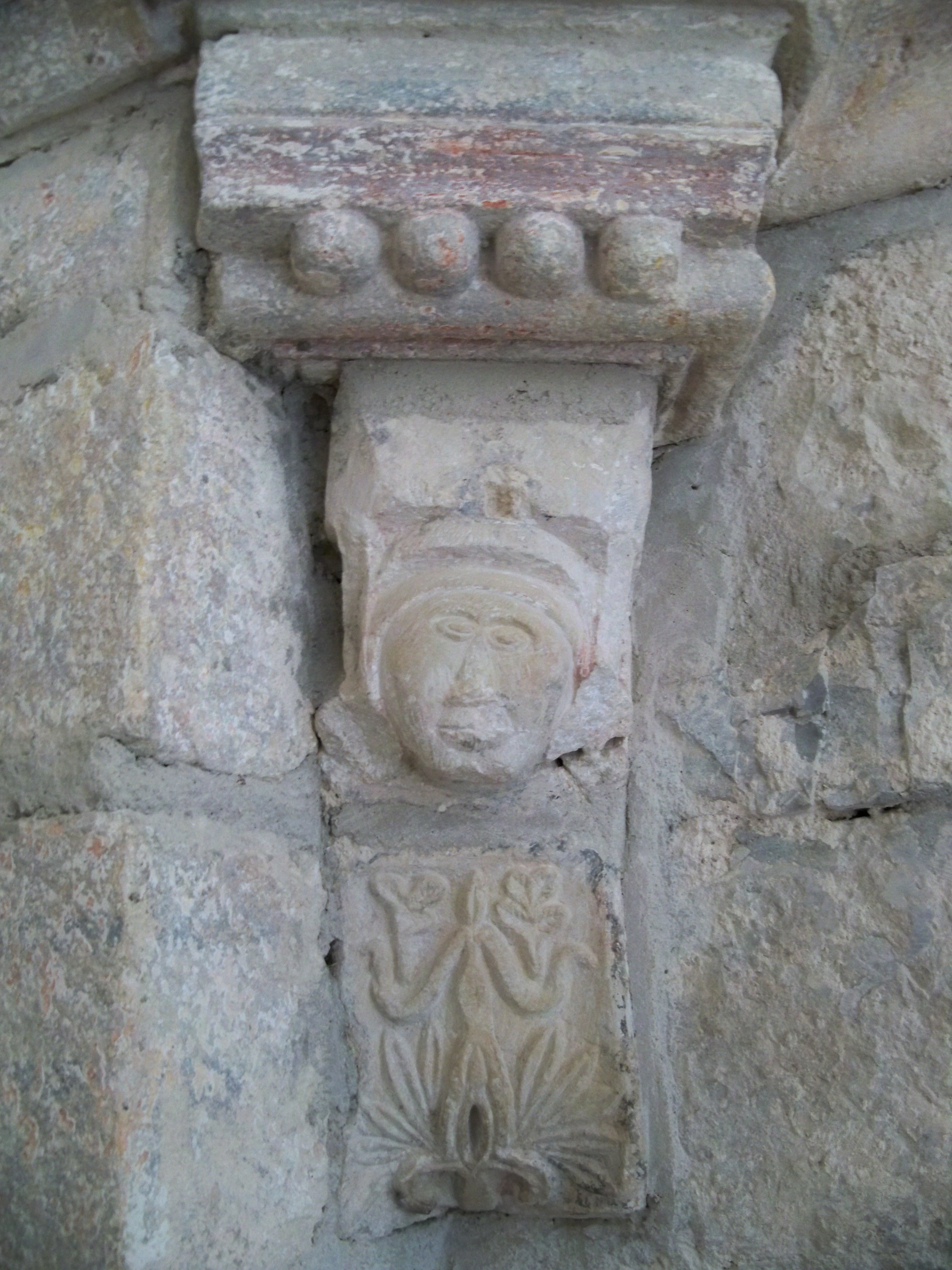
Figure féminine naissant de l'arbre de vie
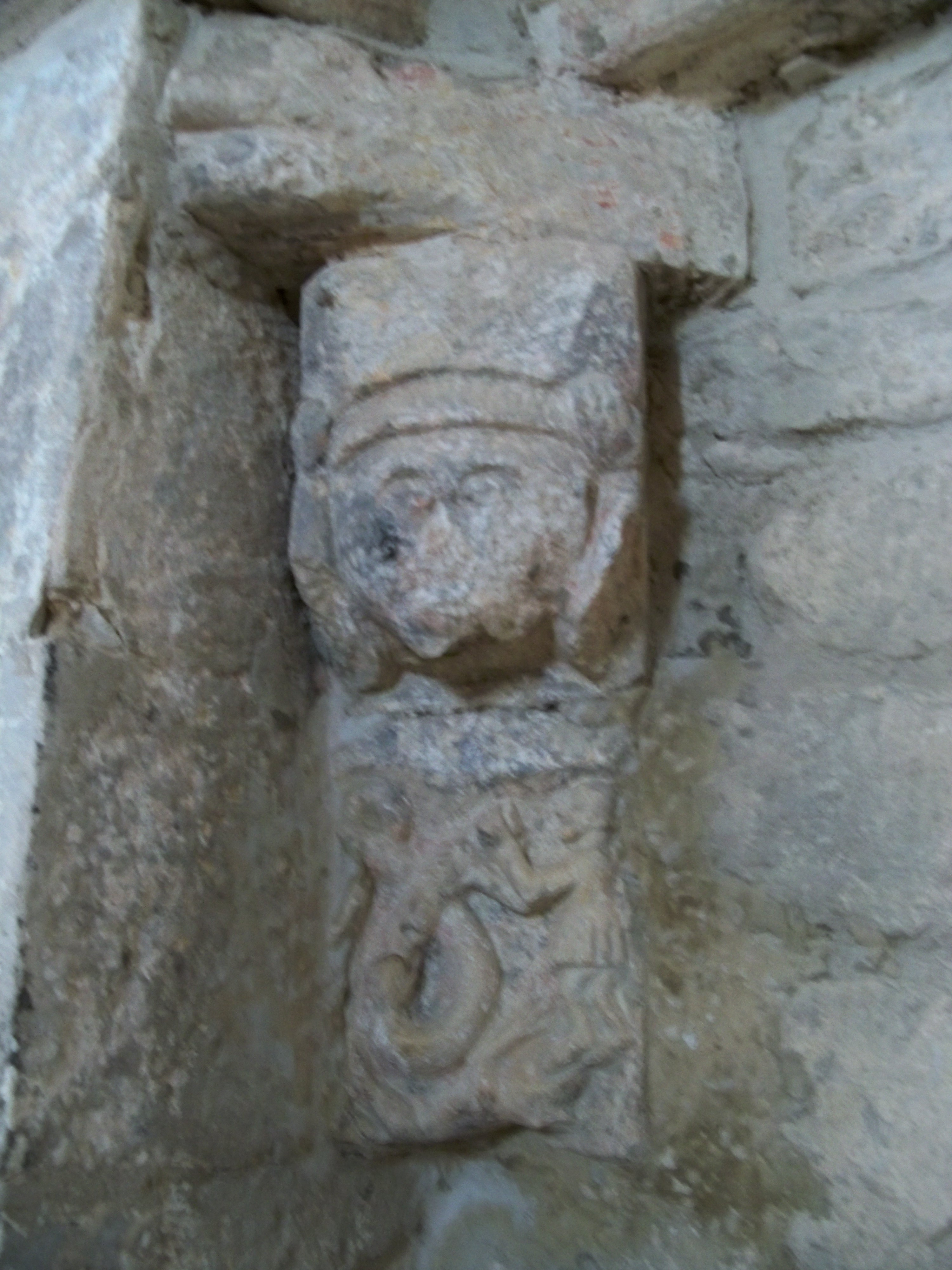
Serpent, symbole du Mal, lové sur lui-même

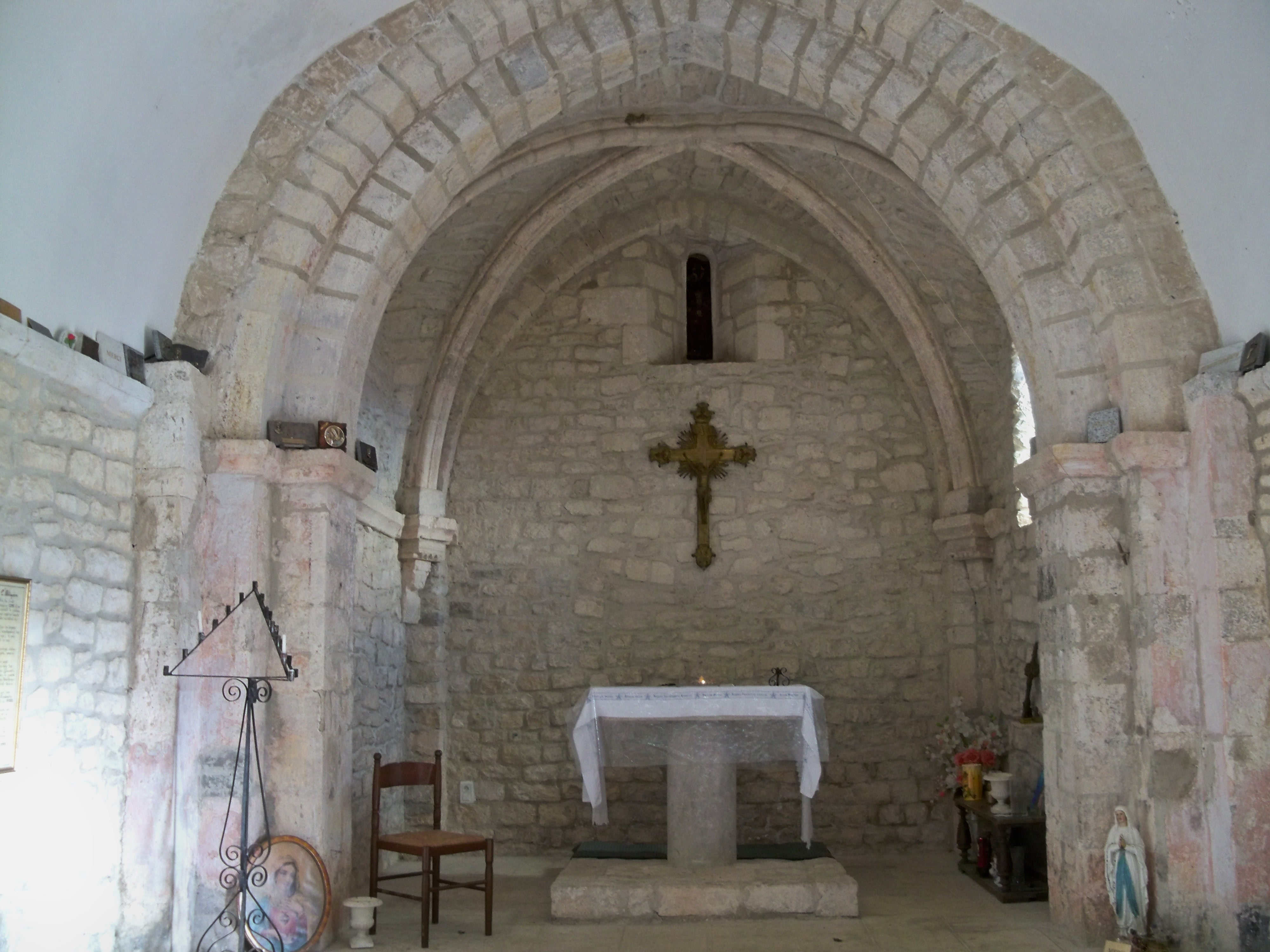
Le chœur, la voûte et ses nervures

Les nervures qui supportent la voûte s'appuient sur quatre tailloirs, sommairement décorés de boules, de cubes ou d'étoiles en relief. Ils sont portés par des consoles où l'on reconnait « deux visages d'hommes carrés, burinés et rudes, et deux visages de femmes tout en rondeur et en finesse, supportant maladroitement de leurs bras le poids d'une voûte qui les écrase. ».
Sous les têtes ont été sculptés quatre bas-reliefs. Le premier montre un paysan, vêtu d'un bliaud, en train d'enfoncer un pieu dans la gueule d'un dragon, tandis qu'un loup le mord aux jambes ; le second présente une face d'homme, crispée et peu vraisemblable, produit d'une métamorphose végétale, dont elle semble vouloir s'extraire. Les deux autres bas-reliefs sont consacrés à la féminité. Le premier met en scène « une fugace figure féminine, aux gestes amples et gracieux, naissant d'un végétal qui pourrait être l'arbre de vie » ; le second, sous une figure féminine médiévale, supportant le seul tailloir non décoré, expose le symbole du Mal, un énorme serpent lové sur lui-même. Cette série de bas-reliefs a été interprétée comme la représentation du passage de la terre au ciel à travers les combats et les métamorphoses de l'homme et de la femme.

## Sanctuaire à répit
La reconstruction de ce lieu de culte, au milieu du XVIIe siècle, liée à la découverte d'une statue d'une vierge noire et la réutilisation de ces quatre consoles, le fit confier à la garde d'un ermite. Bientôt celui-ci signala des miracles et les consigna dans des procès-verbaux. La chapelle devient alors un lieu de pèlerinage très fréquenté. La tradition rapporte que les enfants mort-nés qui y étaient présentés reprenaient vie ou bénéficiaient d'un sursis suffisant pour pouvoir être baptisés après avoir montré signe de vie. Ce phénomène de répit ou suscitation s'est déroulé dans de nombreux sanctuaires aux XVIe et XVIIe siècles. Les plus proches du Revest sont la chapelle Notre-Dame de Beauvoir à Moustiers-Sainte-Marie et l'église Saint-Pantaléon au pied des monts de Vaucluse. On se rend encore aujourd’hui en pèlerinage à Notre-Dame de l'Ortiguière pour la fête des fruits de la terre au mois de mai.